# エドウィン・キース・トムソン
エドウィン・キース・トムソン(英語: Edwin Keith Thomson, 1919年2月8日 - 1960年12月9日)は、アメリカ合衆国・ワイオミング州出身の政治家、共和党員。ワイオミング州選出のアメリカ合衆国下院議員(通算3期) 。
1960年、アメリカ合衆国上院議員選挙に当選を果たしたが、任期直前に死亡したため、正式には議員に就任しなかった。

## 経歴・人物
ワイオミング州ニューキャッスルで生まれ、クルック郡の牧場で育った。公立学校を卒業後、1941年にワイオミング大学ロースクールを卒業。ロースクール在学中に妻のティーラ・トムソンと出会い、1939年に結婚した。
1941年3月24日にトムソンは軍隊に召集され、第91歩兵師団第2大隊第162歩兵連隊を指揮した。1946年に中佐として退役した。
1941年に弁護士資格を取得し、1946年にシャイアンで弁護士活動を開始した。シカゴで開催された1952年の共和党全国大会の代議員を務め、1952年から1954年までワイオミング州下院議員を務めた。

## 政治家として
1954年、トムソンは共和党議員としてアメリカ下院議員選挙に当選し、3期連続で当選を果たした。1960年選挙では、アメリカ上院の鞍替え出馬して当選したが、上院議員としての任期が始まる前の1960年12月9日に心臓発作のため亡くなり、アーリントン国立墓地に埋葬された。
上院が始まる1月前に次期就任予定のトムソンが亡くなったため、民主党のジョン・J・ヒッキーワイオミング州知事は、トムソンの代理として自身を上院議員に指名した。しかし、1962年の特別選挙で共和党のミルワード・L・シンプソンに破れ、約2年の短い任期を終えた。
トムソンの死後、妻のティーラは1962年にワイオミング州長官に選出され、1987年までの24年間、同職を務めた。